# Đuôi cụt nhung
Đuôi cụt nhung, tên khoa học Philepitta castanea, là một loài chim trong họ Philepittidae. Chúng là loài đặc hữu của Madagascar.

## Hình ảnh

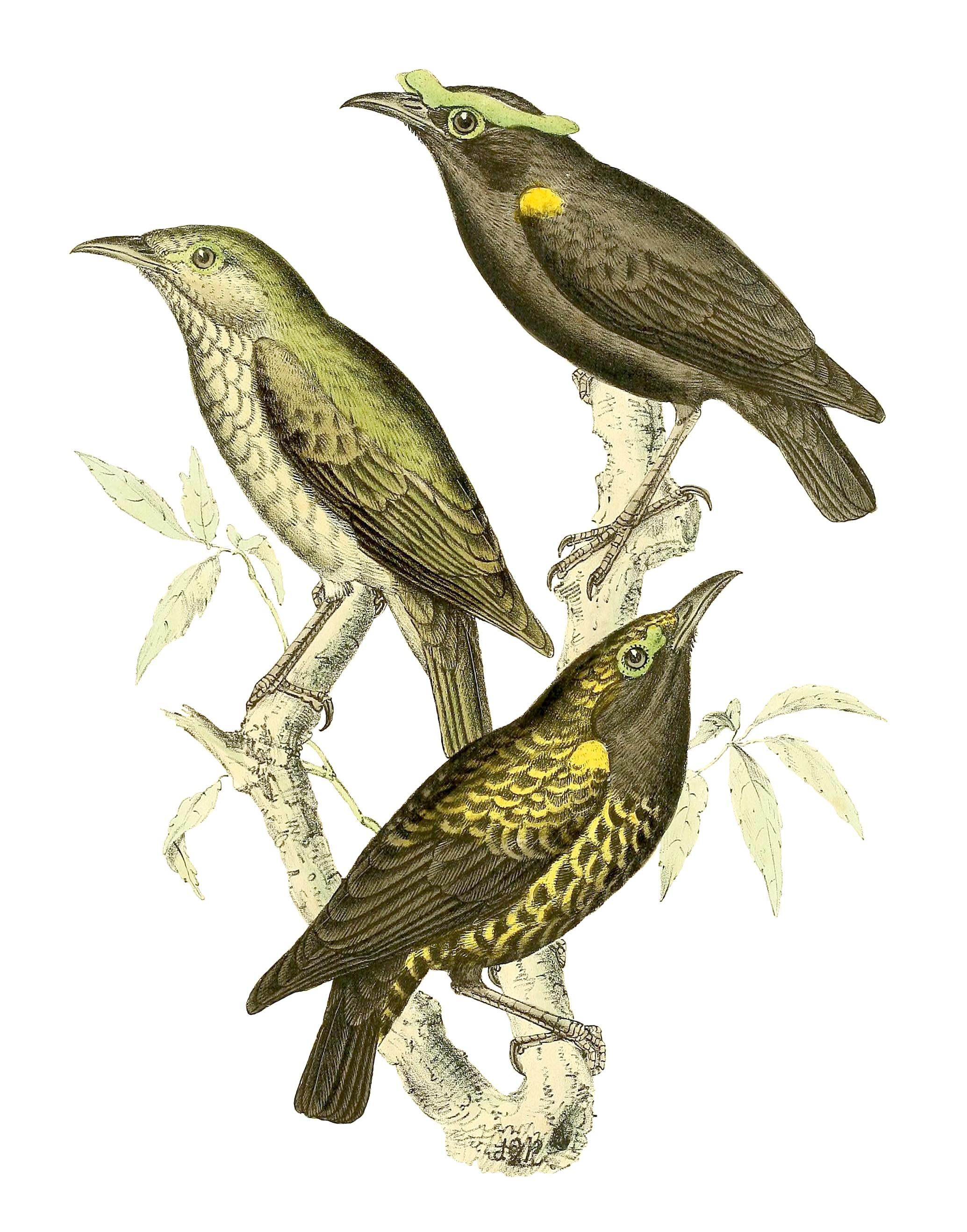
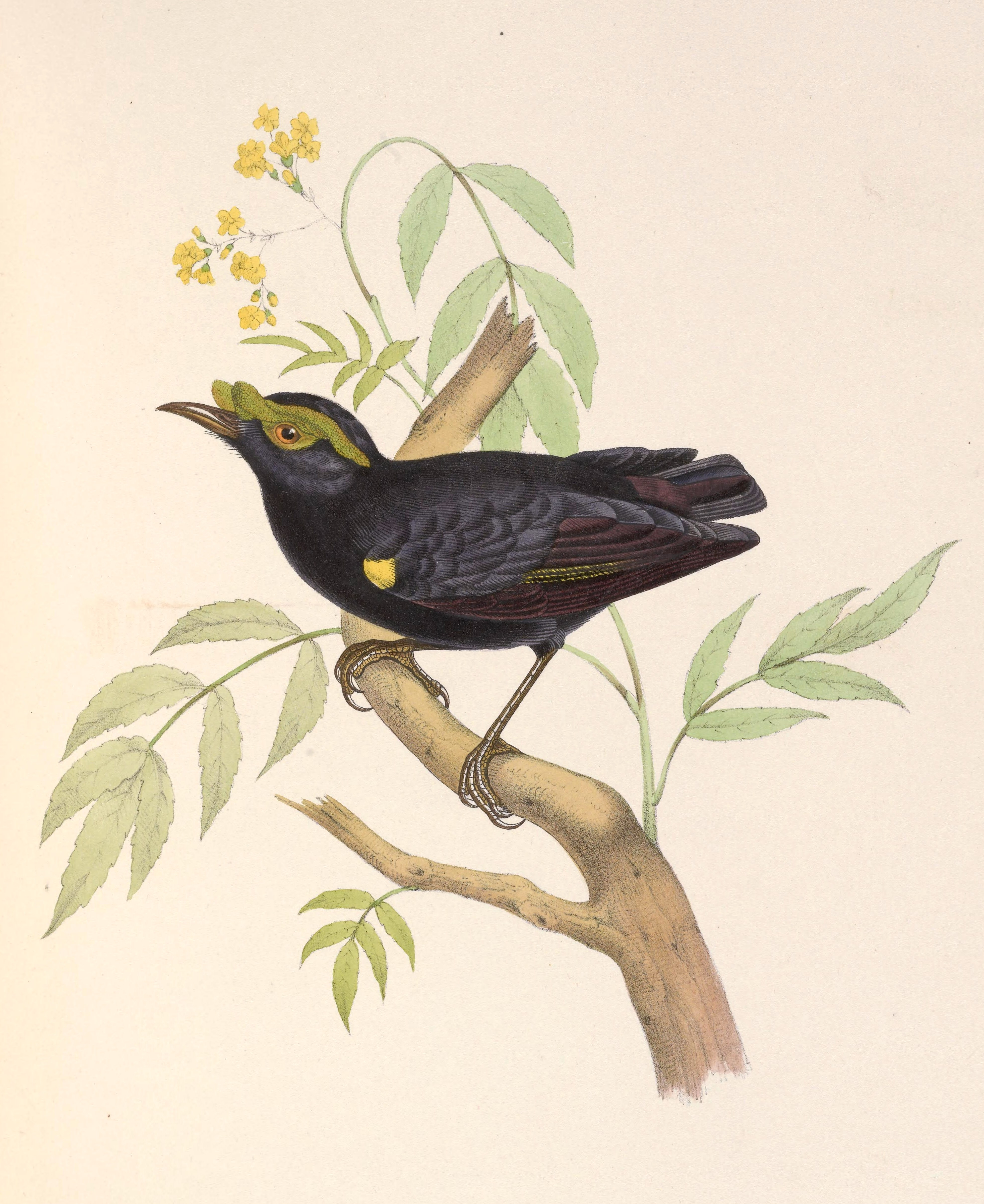
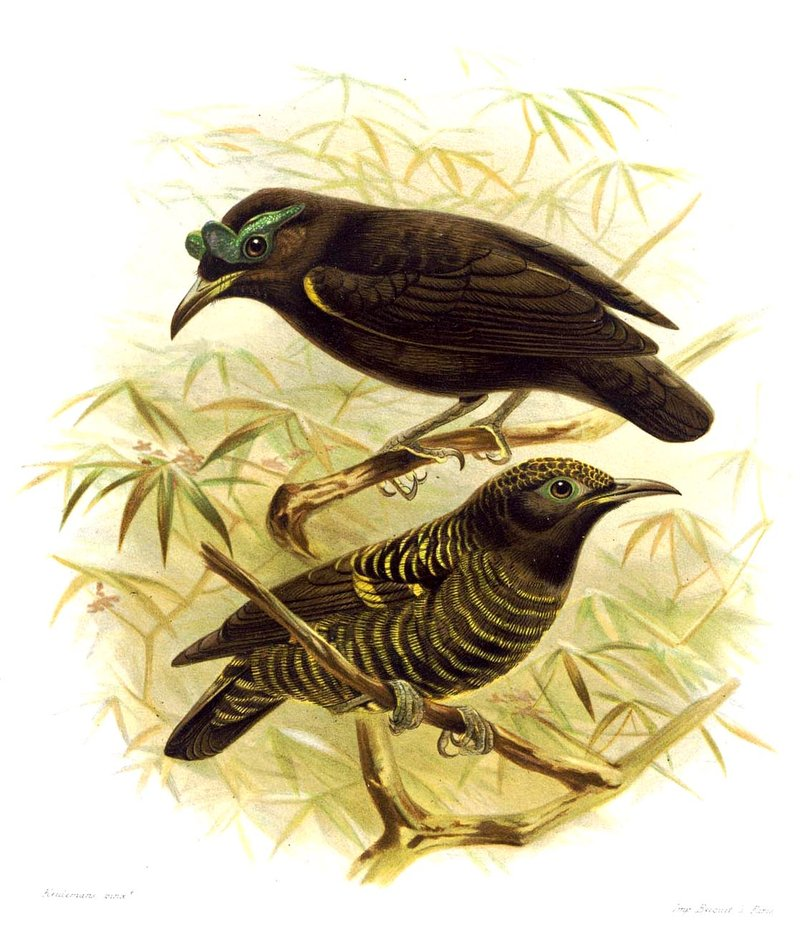